# وكالة الأمم المتحدة لإغاثة وتشغيل اللاجئين الفلسطينيين
وكالة الأمم المتحدة لإغاثة وتشغيل اللاجئين الفلسطينيين في الشرق الأدنى، واختصارًا أونروا من الاختصار (بالإنجليزية: UNRWA). هي وكالة غوث وتنمية بشرية، أُسِّست بقرار من الجمعية العامة للأمم المتحدة في عام 1949. تعمل على تقديم الدعم والحماية وكسب التأييد لقرابة 5.6 مليون لاجئ فلسطيني مسجَّلين لديها في الأردن ولبنان وسوريا والضفة الغربية وقطاع غزة، إلى أن تنتهيَ معاناتهم. تعتمد الأونروا في تمويلها على التبرُّعات الطوعية التي تقدِّمها الدول الأعضاء في منظمة الأمم المتحدة.

## قسم البحوث والدراسات
أسَّست الأمم المتحدة منظمة تسمَّى «هيئة الأمم المتحدة لإغاثة اللاجئين الفلسطينيين» في نوفمبر 1948؛ لتقديم المعونة للاجئين الفلسطينيين وتنسيق الخِدْمات التي تقدِّمها لهم المنظماتُ غير الحكومية وبعض منظمات الأمم المتحدة الأُخرى. وفي 8 ديسمبر 1949 وبموجب قرار الجمعية العامة رقم 302، أُسِّست وكالة الأمم المتحدة لغوث وتشغيل اللاجئين الفلسطينيين لتعمل بصفتها وكالةً مخصِّصة ومؤقتة، على أن تجدَّد ولايتها كل ثلاث سنوات حتى الوصول إلى حل عادل للقضية الفلسطينية. ومقرها الرئيس في فيينا وعمان.

## المفوَّضون العامُّون
- فيليب لازاريني: مارس 2020 – لا يزال.[5]
- كريستيان ساوندرز (قائم بالأعمال) 6 تشرين ثاني 2019 - مارس 2020.
- بيير كراهينبول: 30 مارس 2014 – 6 تشرين ثاني 2019
- فيليبو جراندي: 19 يناير 2010 – 29 مارس 2014
- كارين كونينغ أبو زايد: 28 يونيو 2005 – 19 يناير 2010
- بيتر هانسن: 1 مايو 1996 – 31 مارس 2005
- إيلتر توركمان: 1 مارس 1991 – 29 فبراير 1996
- جيورجيو جياكوميللي: 1 نوفمبر 1985 – 28 فبراير 1991
- أولوف ريدبيك: 9 يوليو 1979 – 31 أكتوبر 1985
- توماس ماكلهيني:	1 أبريل 1977 – 15 أبريل 1979
- السير جون رينيه: 15 مارس 1971 – 31 مارس 1977
- لورنس مايكلمور: 1 يناير 1964 – 14 مايو 1971
- د. جون ديفيس: 15 فبراير 1959 – 31 ديسمبر 1963
- هنري لابويس: 15 يناير 1954 – 15 يونيو 1958
- جون بلاندفورد: 1 يوليو 1951 – 7 مارس 1953
- هوارد كينيدي: 1 مايو 1950 – 30 يونيو 1951

## نوَّاب المفوَّضين العامِّين
- ليني ستينسيث 2020 الي الآن
- كريستيان ساوندرز (قائما بأعمال نائب المفوض): 1 اب 2019
- ساندرا ميتشل: 31 ديسمبر 2014 – 31 تموز 2019
- مارغو إيليس: 20 يناير 2009 – 31 ديسمبر 2014
- فيليبو جراندي: 25 سبتمبر 2005 – 20 يناير 2009
- كارين أبو زايد: 15 أغسطس 2000 – 28 يونيو 2005
- د. محمد عبد المنعم: 1 مايو 1997 – 30 يونيو 2000
- ويليام ايجلتون: 1 أكتوبر 1988 – 30 أبريل 1996
- روبرت ديلون: 2 يناير 1984– 30 سبتمبر 1988
- الآن براون: 27 يوليو 1977 – 31 يناير 1984
- توماس ماكلهيني: 9 أبريل 1974 – 31 مارس 1977
- ويليام كونتوس: 5 فبراير 1972 – 5 أبريل 1974
- السير جون رينيه: 9 نوفمبر 1968 – 14 مايو 1971
- ايه اف جيه رداوي:	20 فبراير 1960 – 31 ديسمبر 1968
- ليسلي كافر: 19 أكتوبر 1952 – 18 نوفمبر 1959
- جيمس كين:	1 مايو 1950 – 30 سبتمبر 1952

## العمل الميداني
بدأت الأونروا عملياتها يوم الأول من مايو/ أيار 1950، وتولت مهام هيئة الإغاثة التي تم تأسيسها من قبل وتسلّمت سجلات اللاجئين الفلسطينيين من اللجنة الدولية للصليب الأحمر، في فبراير 2019، تم تعيين أمانيا مايكل إيبيي «الأوغندي الجنسية» مدير شؤونها في سوريا.
وفي 18 مارس 2024 أعلنت الأونروا ومصر أن السلطات الإسرائيلية رفضت السماح للمدير العام للوكالة فيليب لازاريني بدخول قطاع غزة، ووصفتا الخطوة بأنها غير مسبوقة، لا سيما أنها المرة الأولى التي يُمنع فيها لازاريني من دخول القطاع منذ توليه المنصب في عام 2020. وفي 19 مارس 2024 قال نائب المتحدث باسم وزارة الخارجية الأميركية: يجب على إسرائيل أن تسمح لمفوَّض وكالة الأونروا فيليب لازاريني بالدخول إلى قطاع غزة، وينبغي تمكينُ موظفي الوكالة من زيارة مناطق عملياتها بما في ذلك في غزة. وفي 22 مارس 2024 أكد مسؤول السياسة الخارجية بالاتحاد الأوروبي جوزيب بوريل على أهمية الدور الذي تلعبة الأونروا مؤكدا أنه لا يمكن الاستغناء عنه باعتبارها شريان الحياة للمدنيين المحاصرين في قطاع غزة كما توفر الدعم الضروري للفلسطينيين في المنطقة بأكملها. وفي 17 أبريل 2024 عبرت الخارجية الأميركية عن قلقها العميق إزاء تقرير وكالة الأونروا بأن موظفيها في قطاع غزة احتجزتهم القوات الإسرائيلية وتعرضوا لسوء معاملة، مطالبة بضرورة إجراء تحقيق كامل. وفي 18 أبريل 2024 حذر فيليب لازاريني المفوض العام للأونروا، أمام مجلس الأمن الدولي، من الرضوخ لطلب إسرائيل بحل الوكالة الأممية، مؤكدا أن ذلك من شأنه أن يفاقم المجاعة في قطاع غزة،مضيفا أن طلبات الوكالة لإرسال المساعدات إلى شمال القطاع تقابل بالرفض. وفي 20 أبريل 2024 قالت هيئة البث الإسرائيلية إن تحقيق الأمم المتحدة بشأن عمل "الأونروا" في قطاع غزة سيكون مخيباً لآمال المسؤولين في إسرائيل. وفي 22 أبريل 2024 خصلت مراجعة أممية بعد تحقيقات استمرت نحو شهرين بشأن حياد عمل وكالة الأونروا في غزة أن إسرائيل لم تقدم أدلة داعمة لمزاعمها بأن عددا كبيرا من موظفي الوكالة تورطوا في الهجوم الذي نفذته حركة حماس في 7 أكتوبر الماضي. وفي 26 أبريل 2024 قال ستيفان دوجاريك المتحدث باسم الأمم المتحدة، إن محققي المنظمة الذين ينظرون في اتهامات إسرائيلية لموظفي الأونروا بالمشاركة في هجوم حركة "حماس" في 7 أكتوبر، أغلقوا ملف القضية بسبب عدم تقديم إسرائيل لأدلة. وفي 29 أبريل 2024 نفى بيير كراهنبول مدير اللجنة الدولية للصليب الأحمر، أن تحل اللجنة محل وكالة الأونروا في قطاع غزة، مؤكدا أن اللجنة لديها مهمات مختلفة تماماً. وفي 5 مايو 2024 قال فيليب لازاريني المفوض العام لوكالة الأونروا إن إسرائيل رفضت دخوله إلى قطاع غزة للمرة الثانية خلال أسبوع، مضيفا أنها تواصل منع توزيع المساعدات الإنسانية في أنحاء القطاع. وفي 9 مايو 2024 أعلن فيليب لازاريني المفوض العام للأونروا، عبر منصة "إكس"، إغلاق مقر الوكالة في القدس الشرقية بعد إضرام إسرائيليين النار في محيطه مرتين خلال أسبوع. وفي 19 مايو 2024 كشفت الأونروا أن إسرائيل تعمل على شل قدرة المنظمات غير الحكومية ومنظمات حقوق الإنسان على معالجة الأزمة الإنسانية الأليمة في غزة والضفة الغربية، وأوضحت أن إسرائيل تعمل على ذلك من خلال تشويه وتهديد وتعذيب عمال الإغاثة الحاليين. وفي 29 مايو 2024 صادق الكنيست الإسرائيلي على مشروع قانون يقضي بأن تعلن إسرائيل أن وكالة الأونروا منظمة إرهابية. وفي 11 يونيو 2024 أعربت جولييت توما مديرة التواصل والإعلام في وكالة الأونروا عن قلقها على مستقبل المنظمة في ظل الاتهامات المتواصلة من قبل إسرائيل بعدم تحليها بالحياد وتراجع التمويل. وفي 8 يوليو 2024 قال فيليب لازاريني المفوض العام لوكالة الأونروا: إن "إسرائيل تحاول من خلال حملة شعواء تصوير الوكالة على أنها منشأة إرهابية". أكد بدر عبد العاطي وزير الخارجية المصري أن مصر لن تسمح بإيجاد أي بديل عن وكالة الأونروا في غزة، لافتا إلى أن شهداء الوكالة ضحَّوا بأرواحهم لإغاثة الفلسطينيين في القطاع. وفي 9 يوليو 2024 أعلنت وكالة الأونروا أنها أعادت فتح مركز صحي تابع لها في مدينة خان يونس جنوب قطاع غزة لدعم العائلات النازحة التي عادت إلى المنطقة بحثاً عن مأوى وفي 4 نوفمبر 2024، أعلنت الحكومة الإسرائيلية عن إلغاء اتفاقية عام 1967 مع وكالة الأمم المتحدة لإغاثة وتشغيل الشعب الفلسطيني (الأونروا)، وقررت وقف عمل الوكالة في الأراضي الفلسطينية. جاء هذا القرار بعد تصويت أغلبية أعضاء الكنيست بالموافقة، مما يحظر على الأونروا تقديم خدماتها أو فتح مكاتب داخل المناطق التي تسيطر عليها الحكومة الإسرائيلية، وهو ما أثار إدانات دولية من عدة دول ومنظمات. في يوم الأحد 29 ديسمبر 2024، حذر فيليب لازاريني، مفوض وكالة الأمم المتحدة لإغاثة وتشغيل اللاجئين الفلسطينيين (الأونروا)، من أن الأطفال في قطاع غزة "يتجمدون حتى الموت" بسبب الطقس البارد الشديد. وأشار إلى أن الإمدادات الضرورية لمواجهة الشتاء، مثل البطانيات والفراش، لا تزال متكدسة في المنطقة منذ عدة أشهر في انتظار الموافقة من إسرائيل لدخولها إلى القطاع.
وأضاف لازاريني عبر حسابه على منصة "إكس" أن هذه الإمدادات الأساسية لم تصل إلى غزة بعد بسبب القيود المفروضة على إدخالها.

## مهام الأونروا
- تنفيذ برامج إغاثة وتشغيل مباشرة بالتعاون مع الحكومات المحلية.
- التشاور مع الحكومات المعنية بخصوص تنفيذ مشاريع الإغاثة والتشغيل والتخطيط استعدادا للوقت الذي يستغنى فيه عن هذه الخدمات.

## تمويل الأونروا
تمول الأونروا من تبرعات طوعية من الدول المانحة. وأكبر المانحين للأونروا هي الولايات المتحدة والمفوضية الأوروبية والمملكة المتحدة والسويد ودول أخرى مثل دول الخليج العربي والدول الإسكندنافية واليابان وكندا.
وفي 8 مارس 2024 حذر فيليب لازاريني، المدير العام لـ"الأونروا" من أن الوكالة التابعة للأمم المتحدة "مهددة بالموت ومعرضة لخطر التفكيك " بعد أن أوقف عدة مانحين تمويلهم بسبب مزاعم إسرائيلية بأن بعض الموظفين شاركوا في هجوم حماس في 7 أكتوبر على جنوب إسرائيل. وبسبب الوضع الإنساني "الكارثي" الذي يشهده قطاع غزة، أعلنت كندا والسويد، استئناف تمويل الأونروا، وهما ضمن 16 دولة علّقت تمويلها للمنظمة. ووصف عدنان أبو حسنة، المتحدث باسم الأونروا، قرار كندا والسويد باستئناف تمويل الوكالة بأنه "يعبِّر عن الثقة في العمليات التي تقوم بها في غزة وغيرها من المناطق التي تغطيها". وأعرب المفوض العام لوكالة الأونروا عن "تفاؤل حذر" باستئناف الدعم المالي الدولي للوكالة. وفي 12 مارس 2024 قال المتحدث باسم الخارجية الأميركية: لا بديلَ عن "الأونروا" في غزة، ولا تستطيع أي منظمة أُخرى أن تقوم بعمل الأونروا في الوقت الحالي. وبرغم ذلك لن تستأنف الولايات المتحدة تقديم أي مبالغَ أُخرى للوكالة إلا بعد الحصول على موافقة الكونغرس الذي يستعد لمنافشة مشروع قانون لتمويل تكميلي يمكن أن يحوِّل التعليق المؤقت لتمويل الأونروا إلى وقف نهائي. وفي 15 مارس 2024 أعلنت أستراليا أنها ستستأنف تمويل الأونروا بعد شهرين تقريبا من تعليق التمويل، بعدما تشاورت مع الوكالة والدول المانحة الأخرى وأوضحت أنها راضية عن الضمانات الإضافية التي وُضِعَت. وفي 20 مارس 2024 تعهد مركز الملك سلمان للإغاثة والأعمال الإنسانية في بيان بالتبرع بمبلغ وقدره 40 مليون دولار لتعزيز تمويل المملكة لوكالة غوث وتشغيل اللاجئين الفلسطينيين لإغاثة غزة.
وفي 20 مارس 2024 نقلت "رويترز" عن مسؤولين أميركيين أن الكونجرس الأميركي والبيت الأبيض توصلا إلى اتفاق لاستمرار حظر التمويل الأميركي عن الأونروا حتى مارس 2025. وفي 24 مارس 2024 حذر فيليب لازاريني، المفوض العام لوكالة الأونروا، من التداعيات الخطيرة على اللاجئين في قطاع غزة ومنطقة الشرق الأوسط، بعد قرار الكونجرس الأميركي حظر تمويل الوكالة لمدة عام. وفي 21 مارس 2024 قالت البرتغال إنها ستقدم (10.89 مليون دولار) للوكالة في مساهمة لمرة واحدة تستهدف توفير الغذاء والدواء والمساعدات الإنسانية للفلسطينيين. وفي 22 مارس 2024 أعلنت فنلندا أنها ستستأنف تقديم التمويل لوكالة الأونروا. وفي 24 مارس 2024 أكد الرئيس المصري عبد الفتاح السيسي خلال استقباله للأمين العام للأمم المتحدة أنطونيو جوتيريش، على خطورة قطع بعض الدول دعمها لوكالة الأونروا مشددا على أن ذلك يعد "عقاباً جماعياً للفلسطينيين الأبرياء". وفي 25 مارس 2024 دعا أنطونيو غوتيريش الأمين العام للأمم المتحدة، إلى تراجع الدول التي قررت وقف تمويل "الأونروا" إلى التراجع عن موقفها، مشددا على أن الوكالة هي السبيل لتوفير الحياة للمدنيين في غزة. وفي 26 مارس 2024، فيليب لازاريني المفوض العام للأونروا، إن الوكالة لديها أموال كافية لتشغيل عملياتها حتى نهاية مايو 2024 بعد أن أوقف عدد من المانحين تمويلهم بسبب الاتهامات الإسرائيلية بتورط بعض الموظفين في هجوم حماس في 7 أكتوبر. وفي 28 مارس 2024 قالت الخارجية الفرنسية، إن باريس ستقدم أكثر من 30 مليون يورو للأونروا هذا العام لدعم عملياتها، وسط الحرب المدمرة في غزة.
وفي 2 أبريل 2024 قالت وكالة "جيجي برس" اليابانية للأنباء إن الحكومة اليابانية رفعت تعليق تمويلها لوكالة "الأونروا" خاصة وأنه لا غنى عن دورها في معالجة الأزمة الإنسانية في غزة. ومن المقرر أن تقدم طوكيو نحو 35 مليون دولار كان من المقرر تسليمها في السنة المالية 2023. في 15 أبريل 2024 قررت الجزائر تقديم مساهمة مالية استثنائية لصالح الأونروا بقيمة 15 مليون دولار مؤكدة أن دور الوكالة الأممية أساسي وبقاؤها مرتبط باستمرار وجود لاجئين فلسطينيين. وفي 23 أبريل 2024 دعت النرويج، التي ترأس مجموعة البلدان المانحة لفلسطين، جميع الدول التي لا تزال تجمّد مساهماتها إلى استئناف تمويلها لوكالة الأونروا. وفي 25 أبريل 2024 أطلقت وكالة الأونروا نداء لجمع 1.21 مليار دولار للتعامل مع الأزمة الإنسانية غير المسبوقة في قطاع غزة والاستجابة للاحتياجات في الضفة الغربية. وفي 27 أبريل 2024 دعا أحمد أبو الغيط الأمين العام لجامعة الدول العربية، الدول المانحة التي أوقفت تمويل وكالة الأونروا إلى مراجعة مواقفها لأن استمرار عمل الوكالة "واجب إنساني".
وفي 8 مايو 2024 أعلنت الحكومة السويسرية منح الأونروا 11 مليون دولار لمعالجة الأزمة الإنسانية في قطاع غزة الناجمة عن الحرب الإسرائيلية. وفي 18 مايو 2024 أعلنت النمسا أنها ستستأنف تمويل وكالة الأونروا الذي تم تعليقه بعد اتهامات إسرائيلية بأن موظفيها قد يكونوا متورطين في هجوم 7 أكتوبر. وفي 23 مايو 2024 كشف جوزيب بوريل ممثل الشؤون الخارجية والسياسة الأمنية بالاتحاد الأوروبي، أن جميع الجهات المانحة في الاتحاد استأنفت دعمها لوكالة الأونروا. وفي 25 مايو 2024 أعلن وزير الخارجية الإيطالي أنتونيو تاياني أن بلاده ستعاود تمويل الأونروا بـ5 ملايين يورو. وفي 31 مايو 2024 أعلن الاتحاد الأوروبي أنه قدم 16 مليون يورو لوكالة "الأونروا" لتوفير الخدمات الأساسية مثل الصحة والتعليم للاجئين الفلسطينيين. وفي 25 يونيو 2024 حذّر فيليب لازاريني المفوّض العام للأونروا، من أنّ تمويل الوكالة سينفد بعد نهاية أغسطس المقبل. وفي 12 يوليو 2024 وقعت 118 دولة على التزام مشترك بدعم وتعزيز الدعم المالي والسياسي لوكالة دعم وتشغيل اللاجئين الفلسطينيين (الأنروا)، وقد قادت تعهد الالتزام المشترك كل من سلوفينيا والأردن والكويت، كما وقعت عليه جميع أعضاء مجلس الأمن الدولي الـ 15. وفي 13 يوليو 2024 أعلن فيليب لازاريني، المفوض العام لوكالة الأونروا، أن الوكالة لديها أموال لمواصلة العمل لمساعدة الفلسطينيين حتى سبتمبر المقبل، لافتا إلى أن التعهدات الجديدة بتقديم أموال ستساعد في ضمان عمليات الطوارئ حتى سبتمبر. وفي 19 يوليو أعلنت الحكومة البريطانية أنها ستلغي تعليق تمويل وكالة الأونروا وستستأنف تمويل الوكالة الأممية من خلال تقديم تمويل بقيمة 21 مليون جنيه إسترليني.

## أوجه الإنفاق
تُنفق أموال الأونروا على النحو الآتي:
- لبرامج التعليم 54% .
- لبرامج الصحة 18%.
- للخدمات المشتركة والخدمات التشغيلية 18%.
- لبرامج الإغاثة والخدمات الاجتماعية 10%.

## المستفيدون من الخدمات
تشمل خدمات الأونروا اللاجئين الفلسطينيين المقيمين في مناطق عملياتها الخمس وهي: الضفة الغربية وقطاع غزة ولبنان والأردن وسوريا، والبالغ عددهم 3.8 ملايين لاجئ حسب إحصائيات عام 2001.

## اللاجئ الفلسطيني
عرَّفت الأونروا اللاجئ الفلسطيني بالشخص الذي كان يقيم في فلسطين خلال الفترة من أول يونيو/ حزيران 1946 حتى 15 مايو/ أيار 1948 والذي فقد بيته ومورد رزقه نتيجة حرب 1948. وعليه فإن اللاجئين الفلسطينيين الذين يحق لهم تلقي المساعدات من الأونروا هم الذين ينطبق عليهم التعريف أعلاه إضافة إلى أبنائهم.

## الفرق بين الأونروا والمفوضية السامية
تقتصر مسؤولية الأونروا على توفير خدمات لمجموعة واحدة من اللاجئين وهم الفلسطينيون المقيمون في مناطق عملياتها، في حين أن المفوضية السامية مسؤولة عن اللاجئين في بقية أنحاء العالم. والأونروا مكلفة بتقديم مساعدات إنسانية للاجئين الفلسطينيين، في حين أن المفوضية السامية مكلفة بتوفير حماية دولية للاجئين المشمولين بولايتها وإيجاد حلول دائمة لمشكلتهم بمساعدة الحكومات.

## وصلات خارجية
- الموقع الرسمي